# Mawlai
Mawlai é uma vila no distrito de East Khasi Hills, no estado indiano de Meghalaya.

## Demografia
Segundo o censo de 2001, Mawlai tinha uma população de 38,241 habitantes. Os indivíduos do sexo masculino constituem 48% da população e os do sexo feminino 52%. Mawlai tem uma taxa de literacia de 73%, superior à média nacional de 59.5%: a literacia no sexo masculino é de 74% e no sexo feminino é de 72%. Em Mawlai, 16% da população está abaixo dos 6 anos de idade.